# Angajanahalli, Belur
Angajanahalli là một làng thuộc tehsil Belur, huyện Hassan, bang Karnataka, Ấn Độ.